# Сивик сентър
Сивик сентър или Градския център (Civil Center) е квартал в град-окръг Сан Франциско, щата Калифорния, САЩ. В Сивик сентър е базиран Санфранциския градски съвет, както и основната сграда на Санфранциската обществена библиотека.
Площадът пред сградата на градския съвет е място за провеждане на множество събития или крайна точка за различни маршове. През септември 2005 г. на площад „Сивик Сентър“ се е провел Парадът на любовта, вторият такъв парад в историята на града и първият на това място. Площадът също е бил и мястото, където са се събирали много от антивоенните митинги в Сан Франциско, както и много други мероприятия.
Метрото БАРТ и мрежата на градския транспорт МЮНИ имат станции под ул. „Маркет“ в Сивик сентър.